# ポサコナゾール
ポサコナゾール（Posaconazole）は、トリアゾール系抗真菌薬である。
欧州で2005年に医療用医薬品として承認された。米国では2006年9月に承認された。日本では2020年1月に承認された。

## 効能・効果

### 日本
- 造血幹細胞移植患者又は好中球減少が予測される血液悪性腫瘍患者における深在性真菌症の予防[8][9]
- 下記の真菌症の治療[8][9]

侵襲性アスペルギルス症、フサリウム症、ムーコル症、コクシジオイデス症、黒色分芽菌症、菌腫

### 欧州
- 侵襲性アスペルギルス症（アスペルギルスによる真菌感染症）[4]
- フサリウム症（フサリウムによる真菌感染症）[4]
- 黒色分芽菌症および菌腫（皮膚または皮膚直下の組織の長期真菌感染症で、通常、棘や破片による傷に感染した真菌胞子が原因となる）[4]
- コクシジオイデス症（胞子を吸い込む事で起こる肺の真菌感染症）[4]

### 米国
- 侵襲性アスペルギルス症の治療[10]
- 侵襲性アスペルギルスおよびカンジダ感染症の予防[10]

ポサコナゾールは、侵襲性アスペルギルス症およびカンジダ感染症の治療に使用される。イトラコナゾールやフルコナゾールに抵抗性を示すものを含む口腔咽頭カンジダ症の治療にも使用される。
また、重度の免疫不全患者におけるカンジダ属、ムコール属、アスペルギルス属による侵襲性感染症の治療にも使用される。
フザリウム種による侵襲性疾患の治療における有用性を示す臨床的証拠は限られている。
また、マウスのネグレリア症モデルにおいても有用であると考えられている。
ポサコナゾールは以下の微生物に対して有効である。
- カンジダ属
- アスペルギルス属
- 接合菌門

## 副作用
重大な副作用とされているものは、
- 肝機能障害

重度の肝機能異常（0.6%）、胆汁うっ滞（0.4%）、肝毒性（0.2%）、黄疸（0.1%）、胆汁うっ滞性肝炎、肝不全、肝炎
- 溶血性尿毒症症候群（HUS）、血栓性血小板減少性紫斑病（TTP）
- QT延長（1.4%）、心室頻拍（Torsades de pointesを含む）
- 副腎機能不全（0.1%）
- 低カリウム血症（4.7%）
- 皮膚粘膜眼症候群（Stevens-Johnson症候群）
- 脳血管発作
- 急性腎障害（0.4%）、腎不全（0.2%）
- 汎血球減少症（0.1%）、白血球減少症

である。
また、5%以上に悪心、下痢、ALT増加が見られる。

## 相互作用
ポサコナゾールは、主にUDP-グルクロン酸転移酵素で代謝される。また、P-糖蛋白（P-gp）の基質であり、腸管ではP-gpを阻害する可能性がある。更に、CYP3A4を強く阻害する。

## 薬物動態
ポサコナゾールは3～5時間以内に吸収される。半減期は約35時間で、主に肝臓から排出される。高脂肪食と一緒にポサコナゾールを経口投与すると、生物学的利用能が90％を超え、空腹時に比べて濃度が4倍に上昇する。

## 作用機序
ポサコナゾールは、リン脂質のアシル鎖の緊密な結合を崩し、ATPaseや電子伝達系の酵素など、膜に結合した特定の酵素系の機能を低下させ、真菌の生育を阻害する。本剤は、ラノステロール14α-脱メチル化酵素を阻害してエルゴステロールの合成を阻害し、メチル化されたステロール前駆体を蓄積させる事により、真菌の増殖を抑制する。ポサコナゾールは、イトラコナゾールよりも14α-脱メチル化酵素を阻害する力が強い。

## 参考資料
1. 1 2  “Posaconazole (Noxafil) Use During Pregnancy”. Drugs.com (2019年4月23日). 2020年1月30日閲覧。
2. ↑  “Posaconazole: an extended-spectrum triazole antifungal agent”. Clinical Therapeutics 29 (9):  1862–86. (September 2007). doi:10.1016/j.clinthera.2007.09.015. PMID 18035188.
3. ↑  “Posaconazole: an oral triazole with an extended spectrum of activity”. The Annals of Pharmacotherapy 42 (10):  1429–38. (October 2008). doi:10.1345/aph.1L005. PMID 18713852 2008年12月11日閲覧。.[リンク切れ]
4. 1 2 3 4 5  “Noxafil”.   EMA. 2021年10月11日閲覧。
5. ↑  “Posaconazole: FDA-Approved Drugs”. U.S. Food and Drug Administration (FDA). 2020年8月15日閲覧。
6. ↑  “Drug Approval Package: Noxafil (Posaconazole) NDA #022003”. U.S. Food and Drug Administration (FDA). 2020年8月15日閲覧。
7. ↑  日経バイオテクONLINE. “MSD、新規の深在性真菌症治療剤「ノクサフィル錠100mg、ノクサフィル点滴静注300mg」の製造販売承認を取得”. 日経バイオテクONLINE. 2021年10月11日閲覧。
8. 1 2 3 4 5  “ノクサフィル錠100mg 添付文書”. www.info.pmda.go.jp. 2021年10月11日閲覧。
9. 1 2 3 4 5  “ノクサフィル点滴静注300mg 添付文書”. www.info.pmda.go.jp. 2021年10月11日閲覧。
10. 1 2  “DailyMed - POSACONAZOLE tablet, coated”. dailymed.nlm.nih.gov. 2021年10月11日閲覧。
11. 1 2  “Noxafil- posaconazole suspension Noxafil- posaconazole tablet, coated Noxafil- posaconazole solution”. DailyMed (2020年3月20日). 2020年8月15日閲覧。
12. ↑  “Changes in susceptibility to posaconazole in clinical isolates of Candida albicans”. The Journal of Antimicrobial Chemotherapy 53 (1):  74–80. (January 2004). doi:10.1093/jac/dkh027. PMID 14657086.
13. ↑  “Treatment of invasive aspergillosis with posaconazole in patients who are refractory to or intolerant of conventional therapy: an externally controlled trial”. Clinical Infectious Diseases 44 (1):  2–12. (January 2007). doi:10.1086/508774. JSTOR 4485188. PMID 17143808. (要購読契約)
14. ↑  “Posaconazole as salvage treatment for invasive fusariosis in patients with underlying hematologic malignancy and other conditions”. Clinical Infectious Diseases 42 (10):  1398–403. (May 2006). doi:10.1086/503425. PMID 16619151.
15. ↑  “Phenotypic Screens Reveal Posaconazole as a Rapidly Acting Amebicidal Combination Partner for Treatment of Primary Amoebic Meningoencephalitis”. The Journal of Infectious Diseases 219 (7):  1095–1103. (March 2019). doi:10.1093/infdis/jiy622. PMC 6420171. PMID 30358879.
16. 1 2  Brunton L, Lazo J, Parker K. Goodman and Gilman's The Pharmacological Basis of Therapeutics. 11th ed. San Francisco: McGraw-Hill; 2006. ISBN 978-0-07-142280-2
17. 1 2  “Pharmacology of azoles”. UpToDate. Waltham, MA: UpToDate. (October 2017).  オリジナルのFebruary 9, 2013時点におけるアーカイブ。 2010年2月18日閲覧。
18. ↑  “Drugs at FDA: Noxafil”. 2010年2月18日閲覧。
19. ↑  “Clinical Pharmacology Posaconazole”. 2010年2月18日閲覧。
20. ↑  “Daily Med, Product Information Noxafil”. 2010年2月18日閲覧。